# Pachysylvia muscicapina
A Pachysylvia muscicapina a madarak osztályának verébalakúak (Passeriformes) rendjébe és a lombgébicsfélék (Vireonidae) családjába tartozó faj.

## Rendszerezése
A fajt Philip Lutley Sclater és Osbert Salvin írták le 1873-ban, a Hylophilus nembe Hylophilus muscicapinus néven. Egyes szervezetek jelenleg is ide sorolják.

## Alfajai
- Pachysylvia muscicapina griseifrons (E. Snethlage, 1907)
- Pachysylvia muscicapina muscicapinus Sclater & Salvin, 1873[3]

## Előfordulása
Dél-Amerikában, Bolívia, Brazília, Francia Guyana, Guyana, Suriname és Venezuela területén honos. Természetes élőhelyei a szubtrópusi vagy trópusi síkvidéki esőerdők és mocsári erdők. Állandó, nem vonuló faj.

## Megjelenése
Testhossza 12 centiméter.

## Életmódja
Rovarokkal és pókokkal táplálkozik.

## Természetvédelmi helyzete
Az elterjedési területe rendkívül nagy, egyedszáma viszont csökken, de még nem éri el a kritikus szintet. A Természetvédelmi Világszövetség Vörös listáján nem fenyegetett fajként szerepel.